# Noord-Duits voetbalkampioenschap 1921/22
In 1921/22 werd het zestiende voetbalkampioenschap gespeeld dat georganiseerd werd door de Noord-Duitse voetbalbond.
Nadat het voorgaande seizoen al de regionale competities vervangen werden door de Nord- en Südkreis werden deze dit jaar uitgebreid met nog een Ost- en Westkreis. Deze vier groepen werden na dit seizoen opgeheven. Voor de clubs uit Hamburg en omgeving werd er dit seizoen al gestart met een eigen competities. De andere clubs die over de vier overige competities verdeeld werden zouden een jaar later volgen.
Hamburger SV werd kampioen en plaatste zich zo voor de eindronde om de Duitse landstitel. Na winst tegen Titania Stettin en Wacker München plaatste de club zich voor de finale tegen 1. FC Nürnberg. De eerste wedstrijd van de finale eindigde op 2-2 na drie uur en negen minuten toen de wedstrijd gestaakt werd door invallende duisternis. In de replay, zeven weken later, stond het na de reguliere speeltijd 1-1 gelijk. Nürnberg speelde nog maar met acht man (één rode kaart en twee blessures). Toen in de eerste verlenging een tweede speler van het veld gestuurd werd en Nürnberg nog maar met zeven was floot scheidsrechter Peco Bauwens de wedstrijd na de eerste verlenging af. Volgens de regel mocht er geen tweede verlenging meer komen als één partij nog maar zeven spelers telde.
In november reikte de DFB de titel uit aan HSV die ze uiteindelijk weigerde. Tot op heden houdt de club vol dat het dat deed op aandringen van de bond maar de werkelijke achtergrond zal voor altijd onbekend blijven.

## Reguliere competitie

### Nordkreis
| Plaats | Club                         | Wed. | W | G | V | Saldo | Ptn.  |
| ------ | ---------------------------- | ---- | - | - | - | ----- | ----- |
| 1.     | KSV Holstein Kiel            | 12   | 9 | 2 | 1 | 33:10 | 20:4  |
| 2.     | FC 02 Kilia Kiel             | 12   | 8 | 1 | 3 | 38:18 | 17:7  |
| 3.     | FSV Borussia 03 Kiel         | 12   | 5 | 3 | 4 | 17:19 | 13:11 |
| 4.     | VfB Union-Teutonia 1908 Kiel | 12   | 5 | 1 | 6 | 26:29 | 11:13 |
| 5.     | SC Olympia 09 Neumünster     | 12   | 4 | 2 | 6 | 15:26 | 10:14 |
| 6.     | Kieler TV 1885               | 11   | 4 | 1 | 6 | 23:30 | 9:13  |
| 7.     | SV Preußen 09 Itzehoe        | 11   | 0 | 2 | 9 | 8:28  | 2:20  |

|  | Geplaatst voor eindronde |

### Ostkreis
| Plaats | Club                    | Wed. | W | G | V | Saldo | Ptn.  |
| ------ | ----------------------- | ---- | - | - | - | ----- | ----- |
| 1.     | Schweriner FC 03        | 10   | 7 | 0 | 3 | 25:12 | 14:6  |
| 2.     | Lübecker BV 03          | 10   | 5 | 4 | 1 | 20:11 | 14:6  |
| 3.     | Lübecker TS             | 10   | 5 | 3 | 2 | 22:11 | 13:7  |
| 4.     | TV Gut Heil 1876 Lübeck | 10   | 5 | 0 | 5 | 27:15 | 10:10 |
| 5.     | VfL Schwerin            | 10   | 2 | 4 | 4 | 16:18 | 8:12  |
| 6.     | TFC Corso Strelitz      | 10   | 0 | 1 | 9 | 4:47  | 1:19  |

|  | Geplaatst voor eindronde                                            |
|  | Wisselt volgende seizoen naar de competitie van Strelitz-Vorpommern |

### Südkreis
| Plaats | Club                       | Wed. | W  | G | V  | Saldo | Ptn.  |
| ------ | -------------------------- | ---- | -- | - | -- | ----- | ----- |
| 1.     | SV Arminia Hannover        | 16   | 12 | 1 | 3  | 56:26 | 25:7  |
| 2.     | SV Eintracht Braunschweig  | 16   | 11 | 1 | 4  | 43:21 | 23:9  |
| 3.     | Hannoverscher SC 02        | 16   | 8  | 2 | 6  | 31:29 | 18:14 |
| 4.     | Hannoverscher SV 96        | 16   | 7  | 3 | 6  | 37:31 | 17:15 |
| 5.     | FC Eintracht 1898 Hannover | 16   | 7  | 2 | 7  | 34:41 | 16:16 |
| 6.     | VfB 1904 Peine             | 15   | 4  | 6 | 5  | 25:29 | 14:16 |
| 7.     | SpVgg 07 Hildesheim        | 16   | 4  | 4 | 8  | 37:41 | 12:20 |
| 8.     | FV Sport Hannover          | 16   | 4  | 2 | 10 | 20:49 | 10:22 |
| 9.     | VfB 04 Braunschweig        | 15   | 2  | 3 | 10 | 24:40 | 7:23  |

|  | Geplaatst voor eindronde |

### Westkreis
| Plaats | Club                      | Wed. | W  | G | V  | Saldo | Ptn.  |
| ------ | ------------------------- | ---- | -- | - | -- | ----- | ----- |
| 1.     | ABTS 1891 Bremen          | 14   | 10 | 0 | 4  | 45:17 | 20:8  |
| 2.     | Bremer SV 06              | 14   | 9  | 1 | 4  | 30:26 | 19:9  |
| 3.     | TuS Eintracht 1914 Bremen | 14   | 8  | 2 | 4  | 30:31 | 18:10 |
| 4.     | VfB Komet 1896 Bremen     | 14   | 5  | 4 | 5  | 32:25 | 14:14 |
| 5.     | VfB Oldenburg             | 13   | 6  | 1 | 6  | 26:28 | 13:13 |
| 6.     | Geestemünder SC 04        | 13   | 3  | 5 | 5  | 21:26 | 11:15 |
| 7.     | SV Werder Bremen          | 14   | 4  | 3 | 7  | 16:24 | 11:17 |
| 8.     | VfB Wilhelmshaven         | 14   | 1  | 2 | 11 | 21:44 | 4:24  |

|  | Geplaatst voor eindronde |

## Deelnemers aan de eindronde
| Club                         | Gekwalificeerd als                |
| ---------------------------- | --------------------------------- |
| SV St. Georg/HT 1916 Hamburg | Kampioen van Groot-Hamburg/Alster |
| Eimsbütteler TV              | Kampioen van Groot-Hamburg/Elbe   |
| KSV Holstein Kiel            | Kampioen van Nordkreis            |
| Lübecker BV 1903             | Kampioen van Ostkreis             |
| SV Arminia Hannover          | Kampioen van Südkreis             |
| ABTS 1891 Bremen             | Kampioen van Westkreis            |
| Hamburger SV                 | Titelverdediger                   |

### Finaleronde
| Plaats | Club                         | Wed. | W | G | V | Saldo | Ptn. |
| ------ | ---------------------------- | ---- | - | - | - | ----- | ---- |
| 1.     | Hamburger SV                 | 6    | 5 | 0 | 1 | 17:6  | 10:2 |
| 2.     | KSV Holstein Kiel            | 6    | 4 | 1 | 1 | 19:5  | 9:3  |
| 3.     | Eimsbütteler TV              | 6    | 3 | 1 | 2 | 12:10 | 7:5  |
| 4.     | SV St. Georg/HT 1916 Hamburg | 6    | 2 | 1 | 3 | 11:14 | 5:7  |
| 5.     | SV Arminia Hannover          | 6    | 2 | 0 | 4 | 13:20 | 4:8  |
| 6.     | ABTS 1891 Bremen             | 6    | 2 | 0 | 4 | 11:18 | 4:8  |
| 7.     | Lübecker BV 1903             | 6    | 1 | 1 | 4 | 5:15  | 3:9  |

|  | Kampioen, geplaatst voor nationale eindronde |